# Chelmico
chelmico (チェルミコ cherumiko) ist ein Hip-Hop-Duo aus Japan, bestehend aus Rachel Watashiga und Mamiko Suzuki, bekannt unter den Künstlernamen Rachel und Mamiko. „chelmico“ ist ein Portmanteau-Wort bestehend aus den Namen des Duos.

## Karriere
chelmico wurde im Jahr 2014 gegründet, nachdem sich Rachel Watashiga und Mamiko Suzuki durch einen gemeinsamen Freund in einem McDonald’s in Arakawa, in Tokio, getroffen haben. Die beiden konnten durch ihre Liebe zur Musik, insbesondere durch die japanische Hip-Hop-Gruppe Rip Slyme, bald eine Freundschaft entwickeln. Zu dieser Zeit arbeitete Rachel als Model und war im Hintergrund von Musikvideos der Singer-Songwriterin Seiko Oomori zu sehen. Als einer ihrer Freunde ihr einen zehnminütigen Auftritt während eines von ihm organisierten Musikevents im Frühling 2014 anbot, lud Rachel Mamiko ein, mit ihr zu rappen.
Der nächste Schritt kam ein Jahr später, als ihnen ein weiteres Angebot, bei einer weiteren Show für fünfzehn Minuten aufzutreten, vorgeschlagen wurde. Die beiden traten in Kontakt mit dem Rapper PAGE, damals bekannt als Holly Page, um einen Track zu entwickeln, während sie den Songtext schrieben. Das Ergebnis war ihre erste Single Labyrinth '97. Ihr erstes, nach ihnen benannte Album wurde im Oktober 2016 unter dem Label Cupcake ATM veröffentlicht. 2018 veröffentlichten sie ihr Album POWER unter dem Label unBORDE, einem Teil von Warner Music Japan, bei dem sie seitdem unter Vertrag stehen.
Ihre Single, Easy Breezy (erschienen am 17. Januar, 2020), wurde als Opening Titelsong für die Anime-Adaption von Eizōken ni wa Te o Dasu na! genutzt. Später in diesem Jahr waren sie Teil der Single RUN AWAYS von M-Flo.
Zwei ihrer Singles, milk und Disco (Bad dance doesn't matter), wurden im Juli und August veröffentlicht und gingen ihrem dritten Album, maze, voraus. Dieses Album wurde am 26. August 2020 veröffentlicht.
Am 14. März 2021 kündigte Rachel an, sich aufgrund ihrer Hochzeit und Schwangerschaft eine Auszeit vom Auftreten zu nehmen, wobei sie hoffte, bis zum Ende des Jahres zu der Musik zurückkehren zu können. Rachel gab bekannt, dass sie ihr erstes Kind am 7. Juni 2021 zur Welt brachte.
Der Veröffentlichung ihrer Single COZY folgend, veröffentlichte das Duo seine gleichnamige, dritte EP am 16. April 2021.
Am 19. November 2021 veröffentlichte das Duo die Single 300 Million Yen, gefolgt von einer weiteren Single am 17. März 2022 mit dem Titel Meidaimae.
Am 1. Juni 2022 erschien ihr fünftes Album gokigen.

## Mitglieder

### Rachel
- Name: Rachel Watashiga (渡賀レイチェル)
- Geburtsdatum: 4. Juli 1993 (Alter: 31)[8]
- Geburtsort: Präfektur Kanagawa

### Mamiko
- Name: Mamiko Suzuki (鈴木真海子)
- Geburtsdatum: 26. Juni 1996 (Alter: 28)[8]
- Geburtsort: Tokio

## Diskografie

### Studioalben
| Jahr | Titel Musiklabel                  | Höchstplatzierung, Gesamtwochen, AuszeichnungChartsChartplatzierungen (Jahr, Titel, Musiklabel, Platzierungen, Wochen, Auszeichnungen, Anmerkungen) | Anmerkungen                            |
| Jahr | Titel Musiklabel                  | JP | Anmerkungen                            |
| ---- | --------------------------------- | --- | -------------------------------------- |
| 2016 | chelmico Cupcake ATM              | JP177 (1 Wo.)JP | Erstveröffentlichung: 19. Oktober 2016 |
| 2018 | Power Warner Music Japan, unBORDE | JP55 (2 Wo.)JP | Erstveröffentlichung: 8. August 2018   |
| 2019 | Fishing Warner Music Japan        | JP49 (2 Wo.)JP | Erstveröffentlichung: 21. August 2019  |
| 2020 | Maze Warner Music Japan           | JP40 (4 Wo.)JP | Erstveröffentlichung: 26. August 2020  |
| 2022 | Gokigen Warner Music Japan        | JP36 (2 Wo.)JP | Erstveröffentlichung: 1. Juni 2022     |

### EPs
| Jahr | Titel Musiklabel                 | Höchstplatzierung, Gesamtwochen, AuszeichnungChartsChartplatzierungen (Jahr, Titel, Musiklabel, Platzierungen, Wochen, Auszeichnungen, Anmerkungen) | Anmerkungen                           |
| Jahr | Titel Musiklabel                 | JP | Anmerkungen                           |
| ---- | -------------------------------- | --- | ------------------------------------- |
| 2016 | Love Is Over Trekkie Trax        | — | Erstveröffentlichung: 8. Juni 2016    |
| 2017 | EP Cupcake ATM                   | JP90 (1 Wo.)JP | Erstveröffentlichung: 18. August 2017 |
| 2021 | Cozy Warner Music Japan, unBORDE | JP99 (1 Wo.)JP | Erstveröffentlichung: 18. August 2021 |